# Felipe Camiroaga
Felipe Humberto Camiroaga Fernández (Santiago, 8 de outubro de 1966 — Arquipélago Juan Fernández, 2 de setembro de 2011) foi um apresentador de televisão chileno e ocasionalmente ator. Apresentou vários programas na TVN, tais como o talk show matinal Buenos Días a Todos e o noturno Animal nocturno. Também atuou em algumas séries de televisão como Jaque Mate e Rojo y Miel, assim como em dois filmes. Camiroaga apresentou o Festival Internacional da Canção de Viña del Mar em 2009 e 2010. Era conhecido pelo apelido "El halcón de Chicureo" ("O falcão de Chicureo") por criar falcões em sua residência, localizada nessa zona rural ao norte de Santiago.
Uma das personalidades de televisão mais populares do Chile, Camiroaga morreu no dia 2 de setembro de 2011 após o avião militar que estava levando-o junto com outras vinte pessoas para o Arquipélago Juan Fernández cair no mar. Seu falecimento foi oficialmente proclamado uma semana depois e, após a realização de uma oração funerária na sede da TVN, seu corpo foi enterrado em Santiago. Camiroaga recebeu diversos prêmios póstumos, tais como o Prêmio Especial de Comunicador Social do Conselho Nacional de Televisão em 2011.

## Biografia
Camiroaga nasceu em Santiago, filho de María de la Luz Fernández Stemann e Jorge Camiroaga Puch. Era o segundo de três irmãos. Camiroaga e Fernández se separaram quando Felipe tinha quatro anos de idade. Sua mãe se mudou para as Ilhas Canárias, na Espanha, deixando seus três filhos no Chile com o pai. Nas Canárias, Fernández se casou com Fernando Bontempi, com quem teve três filhos, dentre os quais a atriz espanhola Paola Bontempi.
Camiroaga tinha ascendência basca, alemã e peruana. Sua ascendência peruana era devido ao fato de sua avó paterna, Irene Puch de Olazábal, ter nascido em Arequipa. A ascendência alemã, por sua vez, ele atribuía a sua mãe e também à avó paterna. Seu avô paterno era o coronel Humberto Camiroaga, diretor da escola dos Carabineiros do Chile.
Durante sua infância, Camiroaga visitava regularmente a comunidade rural de Villa Alegre, onde sua tia Lavinia "Mirnia" Camiroaga morava, e a Ilha Robinson Crusoe, onde veio a desenvolver um amor pelos animais e pela natureza. Pouco antes de morrer, em maio de 2011, foi nomeado "filho ilustre" de Villa Alegre, dada sua conexão com o local. Já sua relação com o Arquipélago Juan Fernández foi o que lhe impulsionou a buscar uma carreira na televisão. Em 1981, enquanto passava as férias no local, se ofereceu para trabalhar como assistente para uma equipe da TVN que gravava no local. Esta foi sua primeira interação com a televisão.
Camiroaga frequentou a escola primária no Colegio San Ignacio del Bosque e a escola secundária no Colegio Marshall. Em 1987, completou seus estudos em produção e direção de televisão no Instituto Incacea. Ele também estudou jornalismo – mas não concluiu o curso – na Universidade Las Condes e teatro na Escuela Fernando González Mardones.

## Carreira

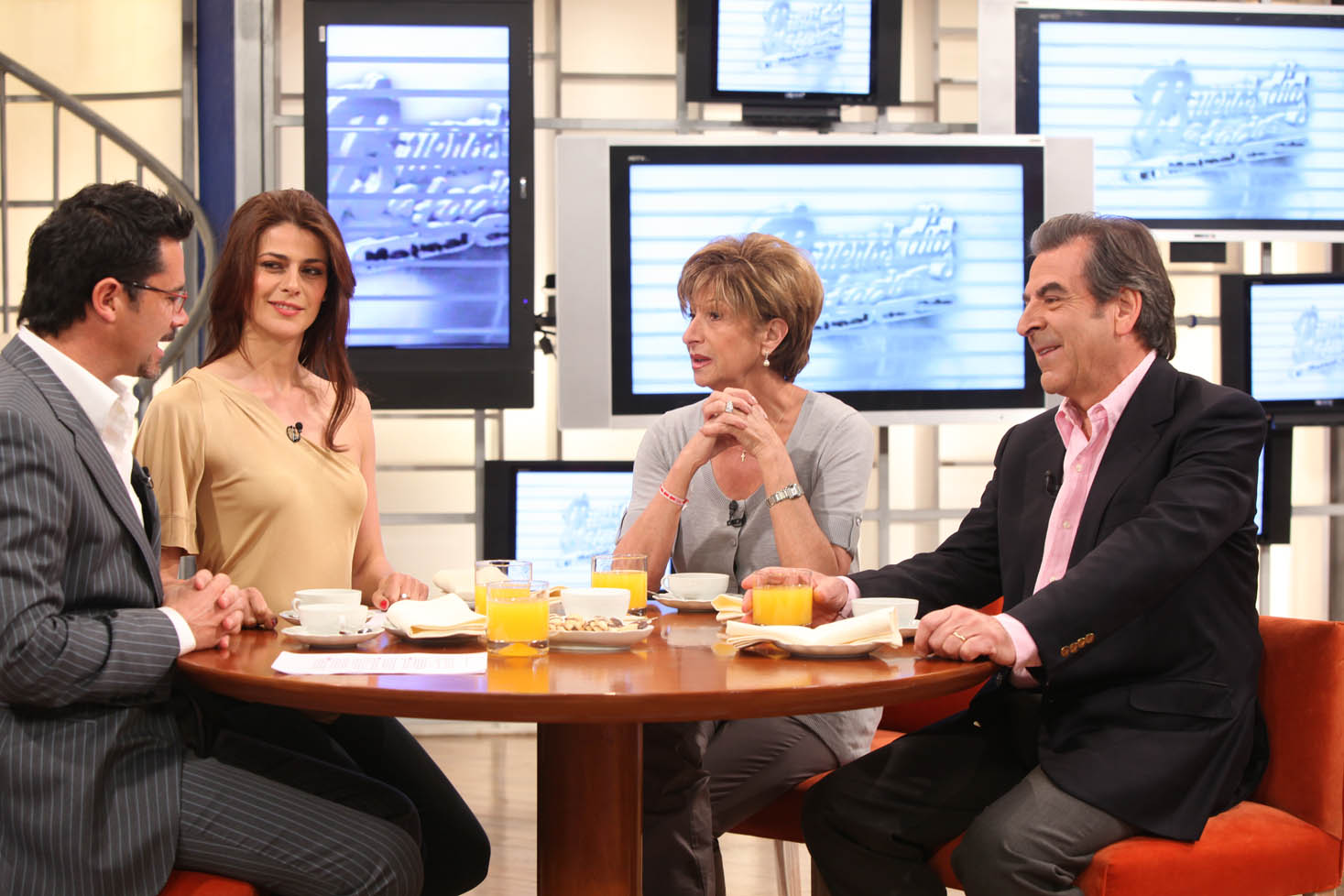
Camiroaga (à esquerda) em Buenos días a todos com Tonka Tomicic, Marta Larraechea e Eduardo Frei Ruiz-Tagle, em 2009.

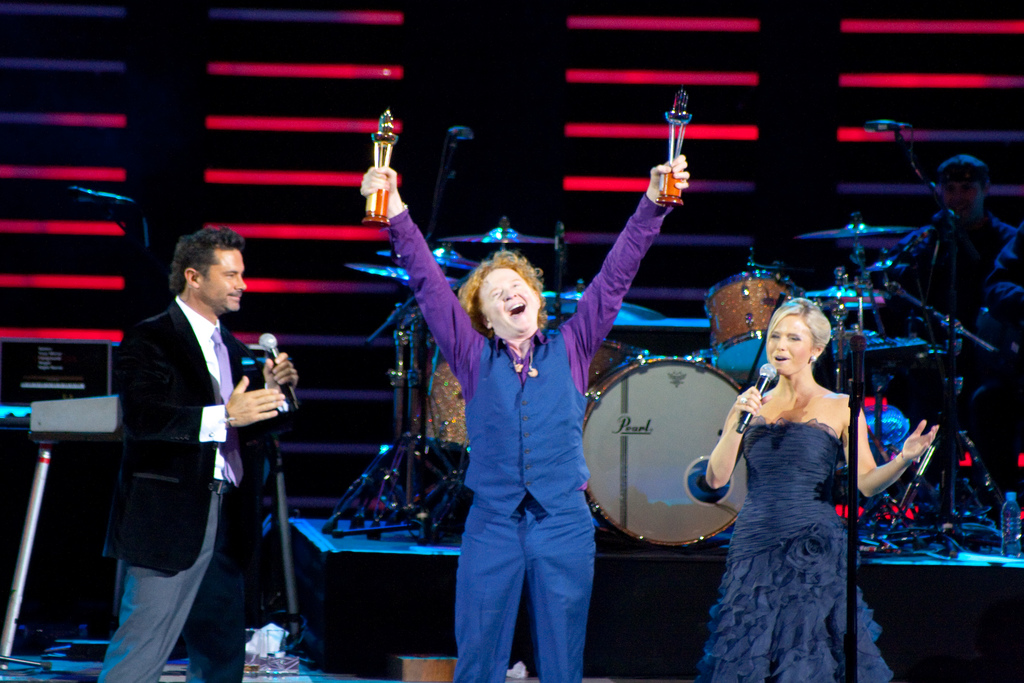
Camiroaga no Festival Internacional da Canção de Viña del Mar, em 2009.

Camiroaga começou sua carreira na televisão em 1988 como assistente de câmera no departamento de imprensa da Red de Televisión Universidad de Chile (RTU, atual Chilevisión) e, mais tarde, como assistente de produção no departamento de produção da emissora. Rapidamente ele passou para a frente das câmeras; seu primeiro emprego de apresentador foi num programa chamado Videotop, anteriormente apresentado por Pablo Aguilera e Justus Liebig. Mais tarde, tornou-se apresentador de Extra jóvenes, programa da RTU voltado para adolescentes ancorado por com Katherine Salosny. Sua química com Salosny foi tão bem recebida pelo público que Camiroaga foi nomeado co-âncora apenas alguns meses após sua estreia no programa. Em 1991 recusou a oferta para apresentar um programa jornalístico, preferindo continuar no Extra jóvenes, desta vez com Claudia Conserva.
Em 1992 Camiroaga foi contratado pela TVN para ser co-âncora de Buenos días a todos com Tati Penna, um programa matinal que estreou naquele ano; no entanto, a dupla foi logo substituída por Margot Kahl e Jorge Hevia. Ele então mudou seu foco e passou a atuar, estrelando em duas telenovelas para a emissora: Jaque mate e Rojo y miel, dando vida ao antagonista nesta última. Embora estivesse recebendo dicas de Ana Reeves, Camiroaga não foi bem recebido pelos papéis e logo decidiu desistir de atuar. Na mesma época, apresentou alguns programas mal-sucedidos, tais como La Gran Apuesta e El Chapuzón e outros que obtiveram uma recepção morna, como Motín a Bordo e Contigo en Verano. Entretanto, no final da década, ele finalmente obteve êxito com o programa La Noche del Mundial, transmitido durante a Copa do Mundo FIFA de 1998, e Pase lo que pase, um programa de variedades co-apresentado com Karen Doggenweiler.
No início dos anos 2000, Camiroaga apresentou os polêmicos programas Con Mucho Cariño e Ciudad Gótica, que foram cancelados devido a seus conteúdos "controversos". Também apresentou as duas primeiras temporadas do reality show Pelotón. Em 2004, co-apresentou Pasiones com Bárbara Rebolledo, mas deixou o programa no mesmo ano e foi substituído por Martín Cárcamo. Retornou ao Buenos Días a Todos em 2005, dividindo a apresentação com Tonka Tomicic, depois com Katherine Salosny e, por fim, com Carolina de Moras. A substituição de Salosny por Moras não foi bem recebida pelo público e a mídia local culpou Camiroaga pelo ocorrido, o que resultou numa massiva vaia quando ele recebeu o prêmio Copihue de Oro de melhor apresentador de TV no Teatro Caupólican em 2010. Em 2006, ele começou a apresentar seu próprio talk show, Animal Nocturno. Em fevereiro de 2009, ele co-apresentou o Festival Internacional da Canção de Viña del Mar com Soledad Onetto; a dupla também apresentaria a edição de 2010 do festival. Em 2010, Camiroaga co-apresentou Halcón y Camaleón com o comediante Stefan Kramer. No mesmo ano, recebeu uma oferta da emissora estadunidense Univisión para apresentar um programa matinal. Ele rejeitou a oferta e renovou seu contrato com a TVN por mais três anos.

### Personagens
Camiroaga demonstrou ser bastante versátil em seus programas de televisão, onde criou personagens como "El Washington", um homem pobre que vive das sobras das ruas, caracterizado por sua origem humilde. Foi criado no Buenos días a todos, e desenvolveu-se posteriormente no Pase lo que pase, onde se tornou conhecido em esquetes ao lado de Karen Doggenweiler, a "Señorita Andrea". Camiroaga teve um programa de rádio chamado El almacén del Washington (O armazém de Washington) na Corazón FM, dedicado à compra e venda de diversos artigos.
Outro personagem muito reconhecido de Camiroaga era "Luciano Bello", um apresentador de televisão oriundo de Maracaibo, Venezuela, caracterizado por seus dentes grandes e jeito galanteador, que tinha como bordão: "Eres rica e inteligente". Seu nome parodiava o do venezuelano Andrés Bello, e alguns de seus gestos imitavam o cantor de mesma nacionalidade José Luis Rodríguez. Este personagem apareceu pela primeira vez em 1998 em La noche del mundial. À época, o personagem recebeu críticas do deputado Enrique Krauss, que o definiu como "chabacano" (grosseiro).

## Outros projetos
Em 2000, Camiroaga participou na peça Venecia, dirigida por Boris Quercia e estrelada por Gabriela Medina, Carmen Barros, Tichi Lobos e Javiera Contador; Camiroaga era o único ator homem da produção. Em 2006, ele teve um papel secundário no filme Pretendiendo, dirigido por Claudio Dabed e estrelado pela estrela uruguaia-mexicana Bárbara Mori. Na noite antes de sua morte, em 1° de setembro de 2011, Camiroaga participou das filmagens do filme de comédia Stefan vs. Kramer com o comediante Stefan Kramer e o apresentador de televisão Martín Cárcamo. De início não se sabia se as cenas de Camiroaga seriam incluídas no filme, que tinha o lançamento previsto para 2012. No final de outubro de 2011, no entanto, Kramer disse que incluiria as cenas no filme, pois Camiroaga iria querê-lo.
Em 2001, foi lançado o disco oficial do programa Pase lo que Pase, La Banda del Pase lo que Pase, no qual Camiroaga estreou como cantor. Produzido pela Warner Music, a produção atingiu o status de disco de ouro no Chile. Além disso, Camiroaga também foi garoto-propagandasdas lojas Falabella e Ripley. À época de sua morte, ainda possuía um contrato ativo com a Ripley, que, por respeito, decidiu remover todas as propagandas em que ele aparecia.

## Morte
Em 2 de setembro de 2011, Camiroaga viajava com uma equipe do Buenos Días a Todos, trabalhadores da organização-não governamental Desafío Levantemos Chile e do Conselho Nacional de Cultura e Artes para a Ilha Robinson Crusoe no Arquipélago Juan Fernández, quando o avião CASA C-212 Aviocar da Força Aérea Chilena que estavam carregando-os caiu no mar enquanto estava tentando aterrissar no Aeródromo Robinson Crusoe. O CASA 212 tentou sem sucesso a aterrissagem duas vezes antes de desaparecer. A aeronave era pilotada pela Tenente Carolina Fernández, uma das primeiras pilotos mulheres da história da FAC, e pelo Tenente Juan Pablo Mallea. O jornalista Roberto Bruce — também parte da equipe do Buenos Días a Todos — e o empresário Felipe Cubillos, fundador da ONG Desafío Levantemos Chile, também estavam a bordo do avião.
Em 3 de setembro de 2011, o Ministro da Defesa chileno, Andrés Allamand, confirmou que não haviam sobreviventes do acidente. Eles provavelmente morreram instantaneamente com o impacto da aeronave no mar. O presidente Sebastián Piñera decretou dois dias de luto oficial em 5-6 de setembro de 2011. Sete dias após o acidente, o secretário-geral do governo, Andrés Chadwick, anunciou que restos mortais resgatados do mar foram identificados por testes de DNA como sendo de Camiroaga, Felipe Cubillos e três outros passageiros.
Os restos de Camiroaga foram cremados numa cerimônia privada em 12 de setembro de 2011. No dia seguinte, uma oração funerária foi conduzida na sede da Televisión Nacional de Chile, sendo transmitida ao vivo pela emissora. O evento foi frequentado por 500 pessoas, convidadas por sua família e pela rede de televisão. Após a cerimônia, a ânfora contendo as cinzas do apresentador foram trasladadas num carro fúnebre sob escolta policial; o cortejo foi seguido por seus parentes. Uma multidão de cerca de 5 000 pessoas acompanhou o cortejo do Barrio Bellavista à Pérgola de las Flores em Recoleta. Em seguida, seus restos foram levados ao cemitério Parque del Recuerdo, onde uma cerimônia privada foi conduzida para os parentes e amigos íntimos de Camiroaga. Em 16 de novembro de 2011, as cinzas de Camiroaga foram levadas para o pátio da igreja de Villa Alegre.

## Vida pessoal
Felipe Camiroaga era conhecido por seu estilo de vida luxuoso e, apesar dos inúmeros romances que teve, nunca se casou e era considerado um dos solteiros mais cobiçados pelos tabloides chilenos. Camiroaga se envolveu sentimentalmente com várias personalidades da televisão chilena, tais como Katherine Salosny, Angélica Castro, Karen Doggenweiler, Bárbara Rebolledo, Paz Bascuñán, Rocío Marengo, Francini Amaral, Krishna Navas e Fernanda Hansen, com quem estava se relacionando à época de sua morte. Em 1992, teve um breve relacionamento com a cantora e atriz mexicana Lucero, enquanto ambos eram jurados no XXXIII Festival Internacional da Canção de Viña del Mar; o relacionamento mais tarde se transformou numa amizade.
Camiroaga vivia numa propriedade rural perto de Chicureo. Vivia como um huaso, dedicando-se à criação de cavalos, cães e aves. Em fevereiro de 2011, sua casa foi totalmente destruída por um incêndio. Apesar de num primeiro momento informarem que a causa havia sido uma falha elétrica, posteriormente se levantou a hipótese de incêndio intencional. Camiroaga praticava polo, falcoaria e era um entusiasta da aviação, tendo completado o curso de treinamento para pilotos em 1996.

### Pensamento político

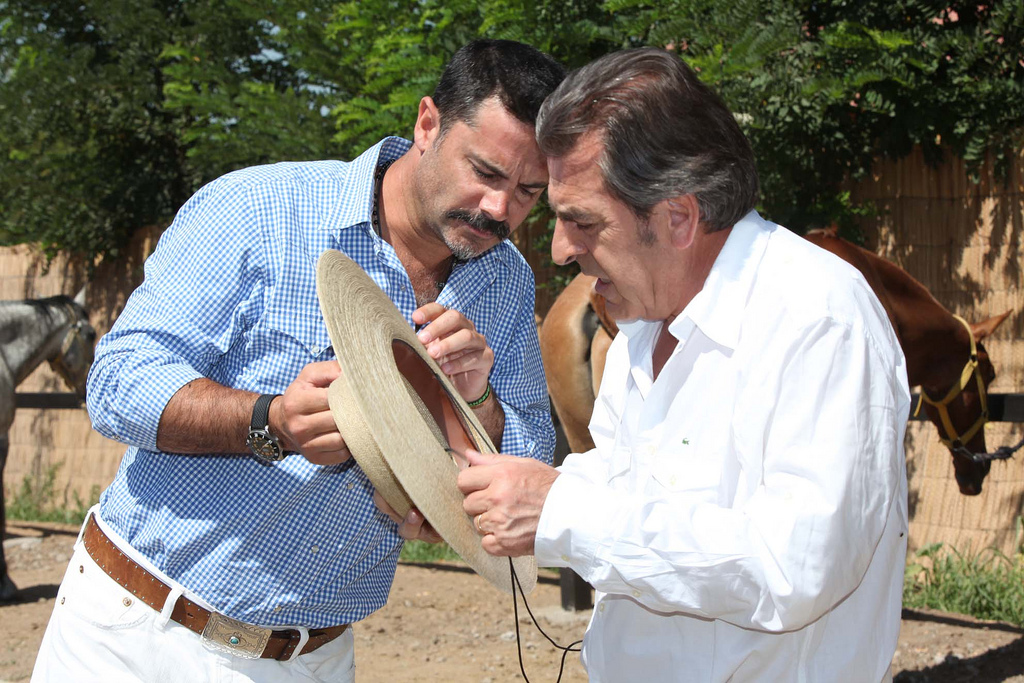
Camiroaga (à esquerda) com o ex-presidente Eduardo Frei Ruiz-Tagle, que ele apoiou na eleição de 2009–2010, durante uma entrevista para seu talk show Animal Nocturno.

Em seus últimos anos, Camiroaga tornou-se cada vez mais vocal sobre suas preferências políticas, algo bastante incomum para apresentadores de televisão chilenos. Em novembro de 2009, ele declarou à revista Qué Pasa: "É difícil quebrar os padrões em meu espaço de trabalho, onde os apresentadores de televisão precisam ser objetivos e neutros em relação a alguns assuntos". Para o apresentador, ele não estava se rebelando, apenas tinha mudado sua opinião sobre seu papel enquanto comunicador social: "me surpreende quando dizem que somos formadores de opinião quando na verdade nós, os líderes de opinião, não podemos dizer nada além de bobeiras, sem relação com as questões mais profundas que interessam ao país".
Embora tenha crescido numa família de direita, apoiadora da ditadura militar, Camiroaga apoiava a Concertación, uma coalizão de partidos de centro-esquerda que dominou a política nacional durante a redemocratização do país. Em 2008, ele se definiu como "bacheletista" na revista Caras e em 2009 declarou que o Chile era admirado no exterior por causa dos governos da citada coalizão. Em 2010 se juntou à campanha de reeleição de Eduardo Frei Ruiz-Tagle, candidato da Concertación para a eleição presidencial. Frei disse que Camiroaga era "um homem muito corajoso" por expressar publicamente suas posições políticas.
Além disso, Camiroaga participou em campanhas do Greenpeace — fazendo um apelo no Buenos Días a Todos ao ministro do Interior Rodrigo Hinzpeter para que o governo de Sebastián Piñera suspendesse a instalação de uma usina termelétrica em Caleta Punta Choros (que mais tarde foi revista) — e apoiou o movimento estudantil de 2011.

## Trabalho
Na RTU
- Videotop (1988–1989)
- Extra Jóvenes (1990–1991)

Na TVN
- Buenos días a todos (1992, 2005–2011)
- La Noche del Mundial (1998, 2006)
- Pase lo que Pase (1998–2002)
- Ciudad Gótica (2003–2004)
- Pasiones (2004)
- Animal Nocturno (2006–2011)
- Pelotón (2007–2008)
- Jaque Mate (telenovela, 1993), como Aldo Tapia
- Rojo y Miel (telenovela, 1994), como Javier Escudero
- Hijos del Monte (telenovela, 2008–2009), como ele mesmo

No Canal 13 e TVN
- Festival Internacional da Canção de Viña del Mar 2009
- Festival Internacional da Canção de Viña del Mar 2010